# Ceriana brunnea
Ceriana brunnea är en tvåvingeart som först beskrevs av Hull 1944.  Ceriana brunnea ingår i släktet griffelblomflugor, och familjen blomflugor.
Artens utbredningsområde är Namibia. Inga underarter finns listade i Catalogue of Life.